# Santa Cruz (Lagoa)
Santa Cruz is een plaats (freguesia) in de Portugese gemeente Lagoa en telt 3501 inwoners (2001).